# Почо
Почо (англ. Pocho) — острорылый крокодил, ставший всемирно известным из-за его отношений с рыбаком Гилберто Шедденом (англ. Gilberto Shedden) по прозвищу Chito и Crocodile Man. Шедден нашёл крокодила умирающим на берегу реки Reventazón в Коста-Рике и взялся за его выхаживание. После выздоровления крокодил отказался вернуться в дикую природу и решил остаться вместе с Чито. Тогда рыбак начал регулярно плавать вместе с крокодилом и играть с ним, а позже решил устраивать представления для туристов. С этого момента пара стала широко известной.

## История
В 1991 году рыбак, гид и натуралист из города Siquirres провинции Лимон, Коста-Рика, обнаружил умирающего крокодила-самца. Крокодил был ранен в голову через левый глаз, беспомощен и одинок — он был подстрелен местным фермером во время одного из нападений на коров. Шедден забрал крокодила домой и в течение шести месяцев лечил его, ухаживая за беспомощной рептилией. Он прятал крокодила в пруду в близлежащем лесу, пока он не получил необходимое официальное разрешение на содержание животного, дав ему имя Pocho.
После того, как крокодил выздоровел, Шедден выпустил его в реку, чтобы он вернулся к своей нормальной жизни. Но на следующее утро Шедден обнаружил, что крокодил вернулся к нему и спал на веранде дома. «Чито» («крокодилий шаман»), несмотря на то, что у него была жена и дочь, решил оставить крокодила у себя дома. Со временем костариканец стал еженедельно по воскресеньям выступать в искусственном озере недалеко от своего города, демонстрируя казалось бы невозможную дружбу человека и крокодила.
Об этом южноафриканский кинорежиссёр Роджер Хоррокс снял документальный фильм «Приручить дракона», высказав в нём предположение, что такое миролюбивое поведение хищника, возможно, вызвано его ранением в мозг.

Крокодил Почо умер естественной смертью 12 октября 2011 года. Его чучело находится за стеклом в экспозиции городского музея. Шедден решил приручить другого крокодила из живой природы и добился прогресса в налаживании их отношений, но перспективы на успех в отношениях, подобно первому крокодилу, остаются неопределёнными.